# 邱敬斌
邱敬斌，是臺灣的政治人物、都市計畫學者，現任新北市政府秘書長、國立臺北大學不動產與城鄉環境學系兼任助理教授。歷任新北市政府副秘書長、新北市政府城鄉發展局局長、代理局長、副局長、主任秘書、臺北市政府都市發展局專門委員等職務。